# August Schmidthuber
August Schmidthuber (ur. 8 maja 1901 w Augsburgu, zm. 19 lutego 1947 w Belgradzie) – niemiecki esesman, Brigadeführer, dowódca 21 Dywizji Górskiej SS (1 albańska) Skanderbeg i 7 Ochotniczej Dywizji Górskiej SS Prinz Eugen od 20 stycznia do maja 1945.
19 lutego 1947 został skazany przez jugosłowiański sąd na śmierć za udział w zabijaniu jeńców i cywilnych obywateli tego kraju i następnie stracony.
Nie należy go mylić z innym niemieckim oficerem z czasów II wojny światowej, Gerhardem Schimdhuberem.